# Perspective Ligovski
Pour les articles homonymes, voir Ligovski prospekt (Homonymie).
L'avenue Ligovski ou perspective Ligovski (russe : Лиговский проспект, Ligovski prospekt) est une des rues principales de Saint-Pétersbourg. Avant la création de la ville, c'était une voie menant à Novgorod, utilisée par les personnes vivant dans les villages autour du delta de la Néva. 
De 1718 à 1725, lorsque Saint-Pétersbourg était devenue la capitale de la Russie, la construction a commencé sur le canal Ligovski. Le canal a été utilisé pour transférer l'eau de la rivière Liga jusqu'aux fontaines du Jardin d'Été, d'où le nom de la rue et du canal. Après les inondations de 1777 toutes les fontaines ont été démolies, et, plus tard, le canal a été comblé.

## La perspective Ligovski aujourd'hui
La perspective Ligovski est l'une des plus grandes rues de Saint-Pétersbourg. Elle s'étend de la place Vosstaniia et de la perspective Nevski, et traverse le sud de Saint-Pétersbourg, sur Moskovski prospekt et l'arc de triomphe de Moscou.

## Les noms de la rue
- Rue Moskovskaïa : de 1739 jusqu'à la fin du XVIIIe siècle
- Quai du canal Ligovski : au cours du XIXe siècle
- Rue Ligovskaïa : de 1892 à 1952
- Stalingradski prospekt : de 1952 à 1956
- Ligovski prospekt : de 1956 à nos jours